# Крушуна
Крушуна (болг. Крушуна) — село в Болгарии. Находится в Ловечской области, входит в общину Летница. Население составляет 444 человека.

## Политическая ситуация
В местном кметстве Крушуна, в состав которого входит Крушуна, должность кмета (старосты) исполняет Ценко Митев Аладжов (Движение за права и свободы (ДПС)) по результатам выборов правления кметства.
Кмет (мэр) общины Летница — Красимир Веселинов Джонев (Болгарская социалистическая партия (БСП)) по результатам выборов в правление общины.